# (513) Centésima
(513) Centésima es un asteroide perteneciente al cinturón de asteroides descubierto el 24 de agosto de 1903 por Maximilian Franz Wolf desde el observatorio de Heidelberg-Königstuhl, Alemania.
El nombre conmemora el centésimo descubrimiento de Max Wolf.
Forma parte de la familia asteroidal de Eos.